# Campillo de Llerena
Campillo de Llerena è un comune spagnolo di 1 711 abitanti situato nella comunità autonoma dell'Estremadura.